# Stadio Benito Stirpe
Stadio Benito Stirpe, od roku 2022 je ze sponzorských důvodů znám jako PSC Arena je fotbalový stadion v italském městě Frosinone, v regionu Lazio. Byl vystaven v roce 1989, jenže plně dostaven byl až v roce 2017. Stal se třetím moderním stadionem po Juventusu a Udinese v Itálii. S kapacitou 16 227 diváků je třetím největším stadionem v regionu Lazio. Je pojmenován po Benitu Stirpem, který byl prezidentem klubu v 60. letech.

## Historie
Nový stadion pro město bylo vyprojektováno v roce 1975 a počítal s výstavbou jednosměrné lineární tribuny s přibližně 7 000 místy. První konkrétní studie na stavbu stadionu byly předloženy na počátku 80. let 20. století. Dalším impulsem pro stavbu nového stadionu bylo vyplacení finančních prostředků na MS 1990, které pořádala Itálie. Stadion byl vypracován nově s kapacitou 20 000 diváků. Stavba byla zahájena v druhé polovině 80. let. Jenže kvůli problémům s finančními zakázkami vše skončilo a byla postavena železobetonová tribuna pro 7000 diváků.
Plně stadion byl dokončen až v roce 2017 s kapacitou 16 227 diváků. Ode dne 18. ledna 2022 nese název po obchodním partnerovi klubu Prima Sole Components (PSC Arena).
Italská fotbalová reprezentace do 21 let od roku 2017 zde několikrát hrála své zápasy.